# Virus trasmessi da zecche
I virus trasmessi dalle zecche , in sigla TBV dall'inglese tick-borne virus, sono un grande gruppo di virus con diverse proprietà genetiche e sono classificati in due ordini, nove famiglie e almeno 12 generi.
Le zecche, sono seconde solo alle zanzare come vettori di agenti patogeni per gli esseri umani e sono il vettore principale per i patogeni del bestiame, degli animali da compagnia e della fauna selvatica. Il ruolo delle zecche nella trasmissione dei virus è noto da oltre 100 anni eppure nuovi virus patogeni sono ancora in fase di rilevamento e virus noti si stanno continuamente diffondendo in nuove aree geografiche. A fronte di 38 specie di virus trasmessi dalle zecche identificati nel 2004 nel 2018 con nuove metodiche di sequenziamento sono stati identificati oltre 80 TBV. 
Al virus della meningoencefalite da zecche, scoperto nel 1935, si stanno aggiungendo virus causa di malattie emergenti con una rilevante morbilità e mortalità per l'uomo, come il virus della febbre emorragica di Omsk,  virus della malattia della foresta Kyasanur, il virus Alkhurma , virus Louping ill,  virus di Langat, virus della febbre emorragica della Crimea-Congo, virus della sindrome da febbre severa con trombocitopenia, ecc.
Le attuali conoscenze sull'associazione e le interazioni tra TBV e zecche vettrici sono limitate. Recenti studi con modelli in vitro stanno iniziando a identificare le risposte trascrizionali nelle cellule delle zecche durante l'infezione da virus.
| Ordine          | Famiglia         | Genere                    | Specie                                               | Distribuzioni geografiche                                                            | Principali zecche vettrici |
| --------------- | ---------------- | ------------------------- | ---------------------------------------------------- | ------------------------------------------------------------------------------------ | --- |
| Bunyavirales    | Nairoviridae     | Orthonairovirus           | Virus della febbre emorragica della Crimea-Congo     | Asia e in Africa; parti dell'Europa (ad es. Albania, Bulgaria)                       | Hy. marginatum , Ixodid spp.,R. rossicus                                                                                            |
| Bunyavirales    | Nairoviridae     | Orthonairovirus           | Virus Dugbe                                          | Africa sub-sahariana                                                                 | Am. variegatum, Hy. truncatum , B. decoloratus e R. appendiculatus                                                                  |
| Bunyavirales    | Nairoviridae     | Orthonairovirus           | Virus Ganjam del virus delle pecore Nairobi          | India e Sri Lanka Africa orientale e centrale                                        | R. appendiculatus |
| Bunyavirales    | Nairoviridae     | Orthonairovirus           | Virus Farallon                                       | Stati Uniti d'America                                                                | Ornithodorus spp. |
| Bunyavirales    | Nairoviridae     | Orthonairovirus           | Virus Hughes                                         | USA (Florida), Trinidad, Venezuela, Cuba                                             | O. denmarki |
| Bunyavirales    | Nairoviridae     | Orthonairovirus           | Virus Punta Salinas                                  | Perù                                                                                 | O. Amblus |
| Bunyavirales    | Nairoviridae     | Orthonairovirus           | Virus Soldado                                        | Galles del Nord, Gran Bretagna, Francia, Seychelles e Oceano Indiano                 | O. maritimus |
| Bunyavirales    | Nairoviridae     | Orthonairovirus           | Virus Zirqa                                          | Abu Dhabi                                                                            | Ornithodorus spp., A. cooleyi |
| Bunyavirales    | Peribunyaviridae | Orthobunyavirus           | sierogruppo Tete orthobunyavirus                     | sierogruppo Tete orthobunyavirus                                                     | sierogruppo Tete orthobunyavirus |
| Bunyavirales    | Peribunyaviridae | Orthobunyavirus           | Virus Bahig                                          | Italia                                                                               | Hy. marginatum |
| Bunyavirales    | Peribunyaviridae | Orthobunyavirus           | Virus Matruh                                         | Egitto, Italia                                                                       | Hy. marginatum |
| Bunyavirales    | Phenuiviridae    | Phlebovirus               | Gruppo Uukunimi                                      | Gruppo Uukunimi                                                                      | Gruppo Uukunimi |
| Bunyavirales    | Phenuiviridae    | Phlebovirus               | Virus Uukuniemi                                      | Finlandia, Scandinavia, Europa centrale e orientale, Azerbaigian in Asia centrale    | I. ricinus |
| Bunyavirales    | Phenuiviridae    | Phlebovirus               | SFTS / Heartland group                               |                                                                                      | |
| Bunyavirales    | Phenuiviridae    | Phlebovirus               | Virus Heartland                                      | Stati Uniti d'America                                                                | Am. americanum |
| Bunyavirales    | Phenuiviridae    | Phlebovirus               | Hunter Island virus                                  | Australia                                                                            | I. eudyptidis |
| Bunyavirales    | Phenuiviridae    | Phlebovirus               | Sindrome da febbre severa con trombocitopenia (SFTS) | Cina, Corea del Sud e Giappone                                                       | H. longicornis |
| Bunyavirales    | Phenuiviridae    | Phlebovirus               | Gruppo di Bhanja                                     |                                                                                      | |
| Bunyavirales    | Phenuiviridae    | Phlebovirus               | Virus Bhanja                                         | Africa, Asia, Europa meridionale                                                     | H. intermedia |
| Bunyavirales    | Phenuiviridae    | Phlebovirus               | Virus Lone Star                                      | USA (Kentucky)                                                                       | Am. americanum |
| Bunyavirales    | Phenuiviridae    | Phlebovirus               | Virus Palma                                          | Portogallo                                                                           | H. puntare |
| Bunyavirales    | Phenuiviridae    | Phlebovirus               | Gruppo Kaisodi                                       |                                                                                      | |
| Bunyavirales    | Phenuiviridae    | Phlebovirus               | Virus Kaisodi                                        | India del sud                                                                        | H. spinigera |
| Bunyavirales    | Phenuiviridae    | Phlebovirus               | Virus Khasan                                         | Russia                                                                               | H. longgicornis |
| Bunyavirales    | Phenuiviridae    | Phlebovirus               | Virus Lanjan                                         | Malaya                                                                               | D. auratus |
| Bunyavirales    | Phenuiviridae    | Phlebovirus               | Virus Silverwater                                    | Canada (Alberta) e USA (Wisconsin)                                                   | H. leporispalustris |
| Mononegavirales | Nyamiviridae     | Nyavirus                  | Virus Midway                                         | Central Pacific, Giappone                                                            | Ornithodoros spp. |
| Mononegavirales | Nyamiviridae     | Nyavirus                  | Virus Nyamanini                                      | Nigeria, Egitto, India, Tailandia, Sud Africa                                        | A. walkerae , A. arborerus |
| Mononegavirales | Nyamiviridae     | Nyavirus                  | Virus della Sierra Nevada                            | Stati Uniti d'America                                                                | O. coriaceus |
| Mononegavirales | Rhabdoviridae    | Ledantevirus              | Virus Barur                                          | India, Kenya, Somalia                                                                | Hy. Intermedia |
| Mononegavirales | Rhabdoviridae    | Ledantevirus              | Virus Kolente                                        | Guinea                                                                               | Am. variegatum |
| Mononegavirales | Rhabdoviridae    | Ledantevirus              | Virus della zecca Yongjia 2                          | Cina                                                                                 | H. hystricis |
| Mononegavirales | Rhabdoviridae    | Vesiculovirus             | Virus Isfahan                                        | Turkmenistan, parti dell'Asia                                                        | Hy. asiaticum |
| Mononegavirales | Rhabdoviridae    | Rhabdovirus non assegnati | Rhabdovirus della zecca di Long Island               | Stati Uniti d'America                                                                | Am. americanum |
| Mononegavirales | Rhabdoviridae    | Rhabdovirus non assegnati | Rhabdovirus Zahedan                                  | Iran                                                                                 | Hy. anatolicum |
| Mononegavirales | Rhabdoviridae    | Rhabdovirus non assegnati | Gruppo di virus Sawgrass                             |                                                                                      | |
| Mononegavirales | Rhabdoviridae    | Rhabdovirus non assegnati | Virus del Connecticut                                | USA (Connecticut)                                                                    | I. dentatus |
| Mononegavirales | Rhabdoviridae    | Rhabdovirus non assegnati | Virus New Minto                                      | USA (Alaska centro-orientale)                                                        | H. leporispalustris |
| Mononegavirales | Rhabdoviridae    | Rhabdovirus non assegnati | Virus Sawgrass                                       | USA (Florida)                                                                        | D. variabilis , H. leporispalustris                                                                                                 |
| --              | Asfarviridae     | Asfivirus                 | Virus della peste suina africana                     | Africa sub-sahariana, Europa meridionale, Sud America                                | O. moubata , O. erraticus |
| --              | Flaviviridae     | Flavivirus                | Virus Kadam                                          | Uganda                                                                               | R. pravus |
| --              | Flaviviridae     | Flavivirus                | Flavivirus trasmessi ai mammiferi                    |                                                                                      | |
| --              | Flaviviridae     | Flavivirus                | Virus della malattia della foresta di Kyasanur       | India                                                                                | H. spinigera |
| --              | Flaviviridae     | Flavivirus                | Virus della febbre emorragica di Alkhumra            | Arabia Saudita                                                                       | O. savignyi |
| --              | Flaviviridae     | Flavivirus                | Virus malformato                                     | Irlanda, Inghilterra, Scozia, Galles                                                 | I. ricinus |
| --              | Flaviviridae     | Flavivirus                | Virus della febbre emorragica di Omsk                | Russia, Siberia occidentale                                                          | D. reticulatus |
| --              | Flaviviridae     | Flavivirus                | Virus Powassan                                       | Canada, Stati Uniti, Russia                                                          | Ixodes spp., I. cookei |
| --              | Flaviviridae     | Flavivirus                | Virus tick ticker                                    | Nuova Inghilterra                                                                    | I. scapolare |
| --              | Flaviviridae     | Flavivirus                | Virus dell'encefalite da zecche                      | Europa settentrionale Asia settentrionale, Siberia                                   | I. ricinus; I. persulcatus , I. ovatus                                                                                              |
| --              | Flaviviridae     | Flavivirus                | Virus Gadget Gully                                   | Macquarie Island                                                                     | I. Uria |
| --              | Flaviviridae     | Flavivirus                | Virus Karshi                                         | Uzbek SSR, a nord dell'Asia centrale                                                 | O. papillipes |
| --              | Flaviviridae     | Flavivirus                | Virus Langat                                         | Malaya                                                                               | I. granulatus |
| --              | Flaviviridae     | Flavivirus                | Virus Royal Farm                                     | Afghanistan                                                                          | A. hermanni |
| --              | Flaviviridae     | Flavivirus                | Flavivirus trasmessi da zecche degli uccelli marini  |                                                                                      | |
| --              | Flaviviridae     | Flavivirus                | Virus meaban                                         | Francia                                                                              | O. maritimus |
| --              | Flaviviridae     | Flavivirus                | Virus Saumarez Reef                                  | Australia                                                                            | O. capensis , I. eudyptidis |
| --              | Flaviviridae     | Flavivirus                | Tyuleniy virus                                       | Isola di Tuleniy                                                                     | I. putus |
| --              | Orthomyxoviridae | Quarjavirus               | Johnston Atoll virus                                 | Australia, Nuova Zelanda e Hawaii, Pacifico centrale                                 | O. capensis |
| --              | Orthomyxoviridae | Quarjavirus               | Virus Quaranfil                                      | Egitto, Sudafrica, Nigeria, Afghanistan, Kuwait, Iraq, Yemen e Iran                  | A. arboreus |
| --              | Orthomyxoviridae | Thogotovirus              | Virus Dhori                                          | India, Russia orientale, Egitto                                                      | Hyalomma spp. |
| --              | Orthomyxoviridae | Thogotovirus              | Virus Jos                                            | Nigeria Etiopia, Guinea, Repubblica Centrafricana, Nigeria, Costa d'Avorio e Senegal | Amblyomma spp. Rhipicephalus spp.                                                                                                   |
| --              | Orthomyxoviridae | Thogotovirus              | Virus Thogoto                                        | Africa centrale e orientale Europa meridionale, Portogallo meridionale               | Rhipicephalus spp., Boophilusspp., Hyalomma spp. e Am. variegatum                                                                   |
| --              | Reoviridae       | Col Virus                 | Virus della febbre da zecca del Colorado             | Stati Uniti d'America                                                                | D. andersoni , D. occidentalis ,D. albipictus , D. arumapertus, H. leporispalustris , Ot. lagophilus , I. sculptus e I. spinipalpis |
| --              | Reoviridae       | Col Virus                 | Virus dell'eye                                       | Germania, Francia                                                                    | I. ricinus, I. ventalloi |
| --              | Reoviridae       | Orbivirus                 | Specie del virus Chenuda                             | Specie del virus Chenuda                                                             | Specie del virus Chenuda |
| --              | Reoviridae       | Orbivirus                 | Virus Baku                                           | Mar Caspio, Uzbekistan                                                               | O. maritimus |
| --              | Reoviridae       | Orbivirus                 | Virus Chenuda                                        | Egitto, Uzbekistan                                                                   | A. hermanni |
| --              | Reoviridae       | Orbivirus                 | Virus Essaouira                                      | Marocco                                                                              | O. maritimus |
| --              | Reoviridae       | Orbivirus                 | Virus Huacho                                         | Perù                                                                                 | O. Amblus |
| --              | Reoviridae       | Orbivirus                 | Virus Kala Iris                                      | Marocco                                                                              | O. maritimus |
| --              | Reoviridae       | Orbivirus                 | Virus Mono Lake                                      | USA (California)                                                                     | A. cooleyi |
| --              | Reoviridae       | Orbivirus                 | Virus della città di Sixgun                          | Stati Uniti d'America                                                                | A. cooleyi |
| --              | Reoviridae       | Orbivirus                 | Specie del virus Chobar Gorge                        |                                                                                      | |
| --              | Reoviridae       | Orbivirus                 | Virus Chobar Gorge                                   | Nepal                                                                                | Ornithodoros spp. |
| --              | Reoviridae       | Orbivirus                 | Specie del virus Great Island                        |                                                                                      | |
| --              | Reoviridae       | Orbivirus                 | Virus Great Island                                   | Canada (Terranova)                                                                   | I. Uria |
| --              | Reoviridae       | Orbivirus                 | Virus Kemerovo                                       | Russia, Slovacchia                                                                   | I. persulcatus , I. ricinus |
| --              | Reoviridae       | Orbivirus                 | Virus Lipovnik                                       | Slovacchia, Repubblica Ceca                                                          | I. ricinus |
| --              | Reoviridae       | Orbivirus                 | Virus Tribec                                         | Slovacchia, Italia, Bielorussia                                                      | I. ricinus , H. punctata |
| --              | Reoviridae       | Orbivirus                 | Virus del fiume St Croix                             |                                                                                      | I. scapularis , R. appendiculatus                                                                                                   |
| --              | Reoviridae       | Orbivirus                 | Specie del virus Wad Medani                          |                                                                                      | |
| --              | Reoviridae       | Orbivirus                 | Virus Seletar                                        | Malesia, Singapore                                                                   | B. microplus |
| --              | Reoviridae       | Orbivirus                 | Virua Wad Medani                                     | Africa orientale, Asia, Giamaica                                                     | R. sanguineus, Hyalomma spp. |

| Virus                                             | Classificazione provvisoria      | probabile Zecca Ospite   | Parente più prossimo (% identità)                  |
| virus della zecca Bole 3                          | Chuvirus                         | Hy. asiaticum            | Virus Midway (17,1%)                               |
| Virus della zecca Changping 2                     | Chuvirus                         | Dermacentor spp.         | Virus Midway (17,6%)                               |
| Virus della zecca Changping 3                     | Chuvirus                         | Dermacentor spp.         | Virus Midway (16,5%)                               |
| Virus della zecca Tacheng 4                       | Chuvirus                         | A. miniato               | Virus Midway (17,5%)                               |
| Virus della zecca Tacheng 5                       | Chuvirus                         | D. marginatus            | Virus Midway (16,8%)                               |
| Virus della zecca Yongjia 2                       | Chuvirus                         | H. hystricis             | Virus Nishimuro (54,2%)                            |
| Virus della zecca Bole 2                          | Dimarhabdovirus non classificato | Hy. asiaticum            | Virus Isfahan (38,1%)                              |
| Virus della zecca Huangpi 3                       | Dimarhabdovirus non classificato | H. doenitzi              | Eel virus europeo X (40%)                          |
| Virus della zecca Tacheng 3                       | Dimarhabdovirus non classificato | D. marginatus            | Eel virus europeo X (39,8%)                        |
| Taishun virus della zecca                         | Dimarhabdovirus non classificato | H. hystricis             | Virus Stomite vesistola Indiana (36,6%)            |
| Wuhan virus della zecca 1                         | Dimarhabdovirus non classificato | R. microplus             | Eel virus europeo X (38,3%)                        |
| Virus della zecca Tacheng 6                       | Mononegavirus non classificato   | A. miniato               | Virus del mosaico del mais (20,6%)                 |
| Virus della zecca Tacheng 7                       | Rhabdovirus non classificato     | A. miniato               | Virus di orchid fleck (24,5%)                      |
| Virus della zecca Huangpi1                        | Nairovirus-like                  | H. doenitzi              | Virus Hazara (39,5%)                               |
| Virus della zecca Tacheng 1                       | Nairovirus-like                  | D. marginatus            | Virus Hazara (39,5%)                               |
| Virus della zecca Wenzhou                         | Nairovirus-like                  | H. hystricis             | Virus della febbre emorragica Crimea-Congo (39,1%) |
| Virus South Bay                                   | Nairovirus                       | I. scapolare             | Virus della febbre emorragica Crimea-Congo (37,1%) |
| Virus della zecca Bole 1                          | Phlebovirus                      | Hy. asiaticum            | Virus Uukuniemi (37,9%)                            |
| Virus della zecca Changping 1                     | Phlebovirus                      | Dermacentor spp.         | Virus Uukuniemi (37,9%)                            |
| Virus della zecca Dabieshan                       | Phlebovirus                      | H. longicornis           | Virus Uukuniemi (39,2%)                            |
| Virus della zecca Lihan                           | Phlebovirus                      | R. microplus             | Virus Uukuniemi (38,6%)                            |
| Virus della zecca Tacheng 2                       | Phlebovirus                      | D. marginatus            | Virus Uukuniemi (39,0%)                            |
| Virus della zecca Yongjia 1                       | Phlebovirus                      | H. hystricis             | Virus Uukuniemi (40,5%)                            |
| Phlebovirus americano della zecca del cane        | Phlebovirus                      | D. variabilis -associata | Virus a punti precari (30,8%)                      |
| Phlebovirus della zecca Blacklegged               | Phlebovirus                      | I. scapolare             | Virus a punti precari (30,6%)                      |
| I. mononegavirus associato alla zecca I.scapolare | Nyamiviridae                     | I. scapolare             | Virus midway (17%)                                 |